# Abell 400
Abell 400 est un amas de galaxies dans la constellation de la Baleine.
NGC 1128 (3C 75) est une paire de radio galaxies en interaction dans l'amas, contenant deux trous noirs supermassifs séparés d'environ 25000 années-lumière.
C'est Lewis Swift qui découvre NGC 1128 en 1886 (magnitude apparente +13,8).